# Heterarmia montanaria
Heterarmia montanaria là một loài bướm đêm trong họ Geometridae.